# Silke Arp bricht

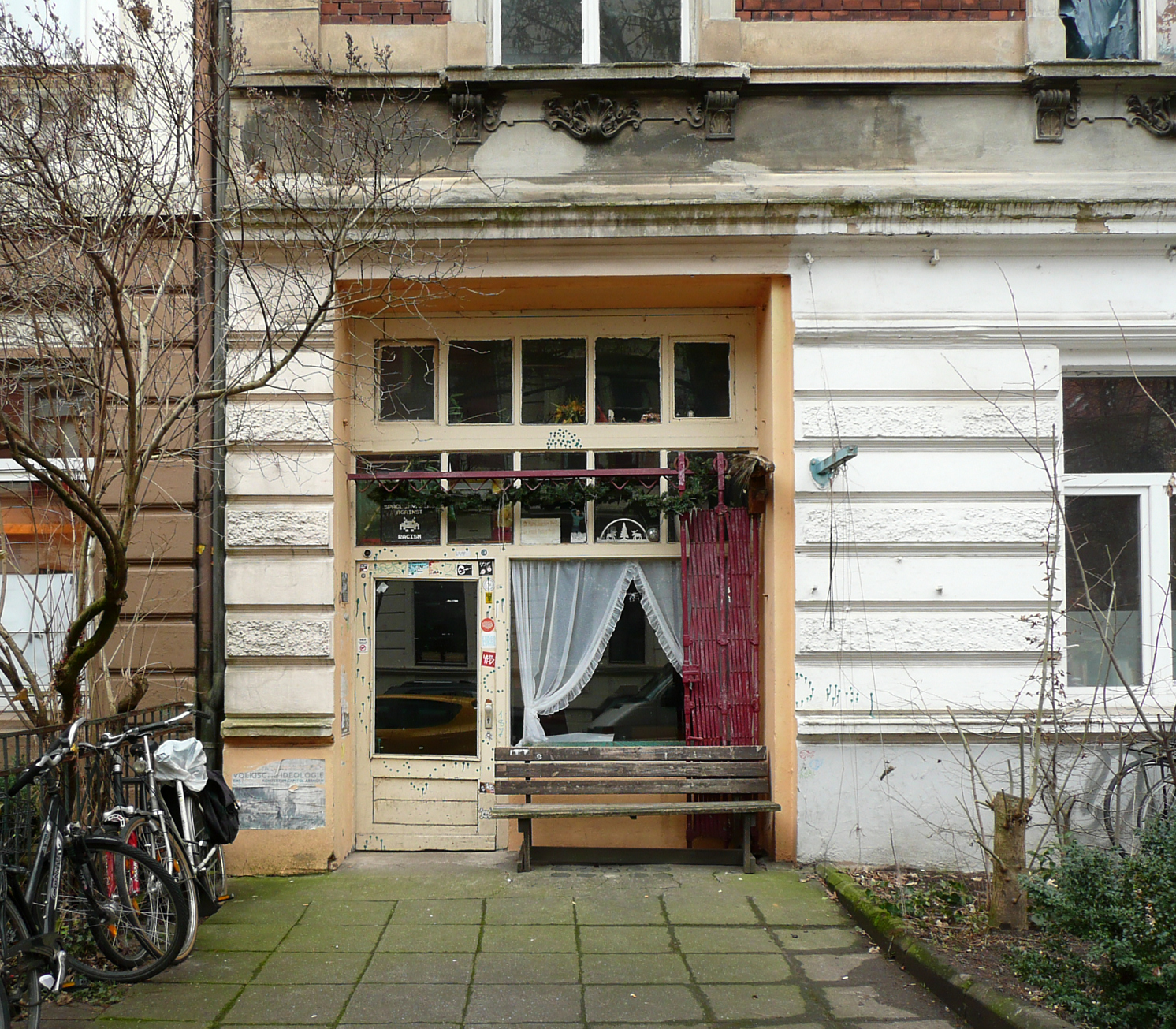
Silke Arp bricht, Eingang in der Grotefendstraße, 2017

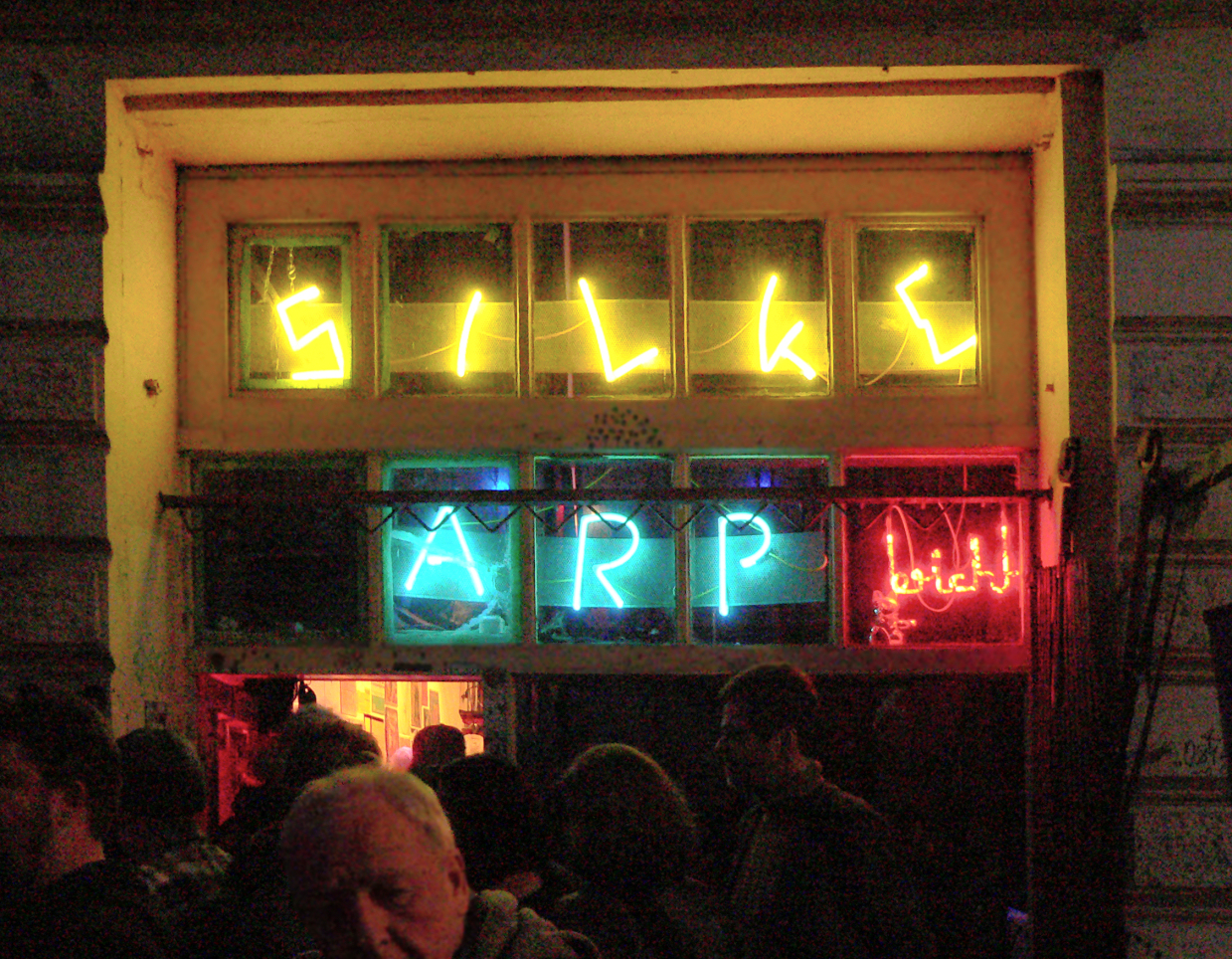
Schriftzug als Leuchtreklame über dem Eingang

Silke Arp bricht, kurz Silke, war ein nicht-kommerzieller Veranstaltungsort in einem Wohn- und Geschäftshaus im Stadtteil Calenberger Neustadt in Hannover.

## Geschichte und Beschreibung
Silke Arp bricht wurde 1989 gegründet. Es hatte seinen Sitz im Keller und Erdgeschoss des um 1895 erbauten und heute denkmalgeschützten Hauses Königsworther Straße 20 mit Eingang in der Grotefendstraße. Dort wurden vor maximal 200 Personen Konzerte gegeben, Lesungen abgehalten, Dia-Abende veranstaltet und anderes mehr. Neben Bands wie Die Krone der Gastlichkeit, einer Art Hausband, gab es unter anderem Auftritte von Nikki Sudden, Eugene Chadbourne, Klaus Beyer, Kante, Richard, Harald Sack Ziegler und Künstlern wie Gerd Schmidt Van Hove und Thomas Kapielski. Der Künstlerkeller musste 2010 auf Grund behördlicher Auflagen schließen, die nicht erfüllt werden konnten.
Die Mitgründerin Lu Seegers beschrieb den Veranstaltungsort folgendermaßen:
„Wir waren szenemäßig nicht festgelegt, wir waren eben mehr der Laden für die etwas Verschrobenen. Silke hat Trends gesetzt, ohne es eigentlich zu wissen.“
Die Macher erklärten die Namensgebung nur zum Teil. So sei der Vorname Silke von der Figur des kleinen Mädchens Silke aus „Unsere Kleine Welt“ von Michael Bruns abgeleitet, deren große Idee das Herumstöbem im eigenen Universum sei. Der Nachname Arp nimmt Bezug auf den Dadaisten Hans Arp. Der Begriff „bricht“ wird nicht erklärt. Er könnte für Erbrechen stehen, da auf der Homepage der Silke ein Mädchen abgebildet war, das erbricht.
Das hauseigene Label n.Ur-Kult releases der Silke gab rund 80 Veröffentlichungen heraus, darunter zahlreiche Sampler als MC, LP, CDs und Videos von Konzerten in der Silke oder von mit ihr verbundenen Bands von 1991 bis 2002.
Als Nachfolger mit geringerer Kapazität gibt es das Oberdeck mit gleicher Adresse im Erdgeschoss.

## Rezeption

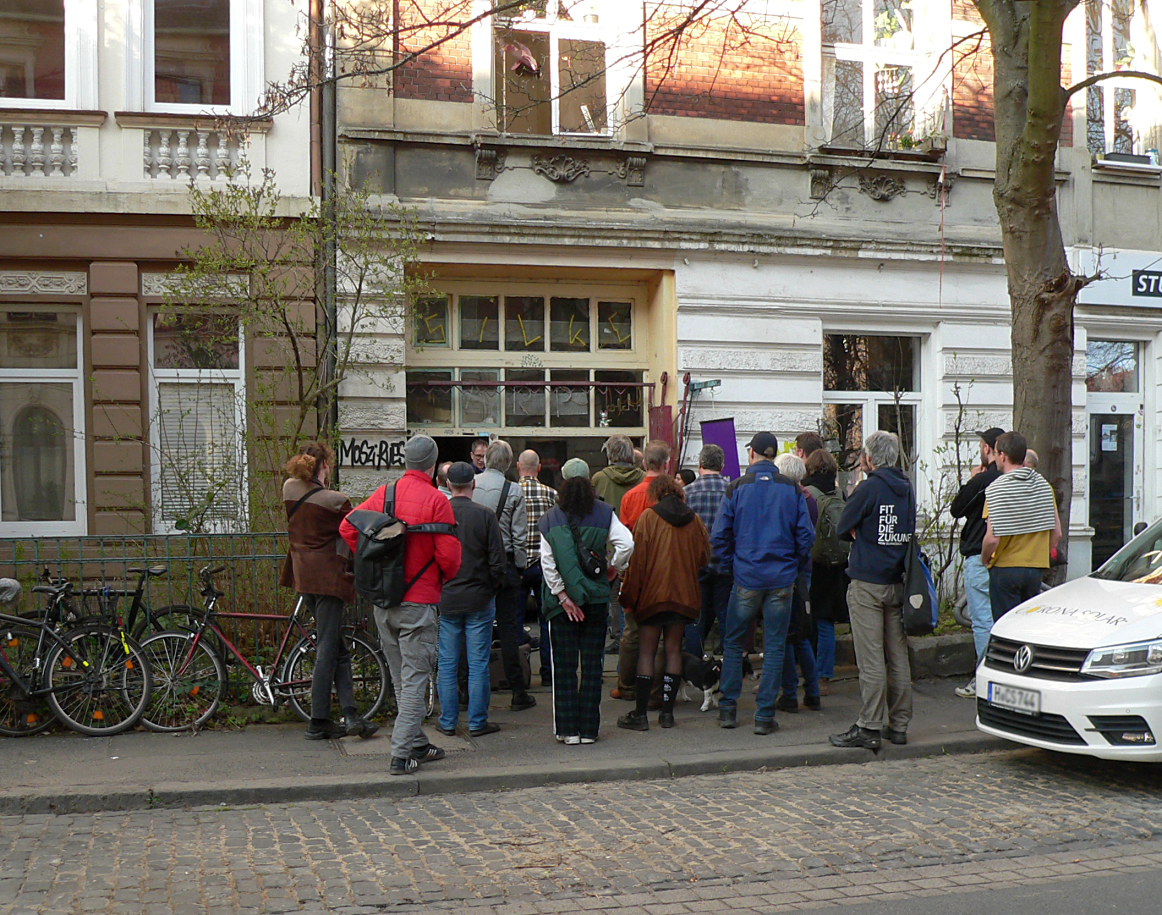
Denkmalführung im Veranstaltungsort durch das NLD zu 10 Jahre UNESCO City of Music Hannover, 2025

- Susanne el Nawab in Zeit Online: „Silke ist ihrer Zeit immer eine Nasenlänge voraus, mit Beharrlichkeit wunderlich, kritisch, spielerisch, sprühend vor Witz.“[4]
- Leineblog zur Schließung: „Die allercoolste Location der Stadt, der allerbeste Club mit der allerbesten Tanzmusik, die einzig wirklich großstädtische Lokalität, die es so auch durchaus in Berlin hätte geben können, ...“
- „The Silke Arp Bricht is coolest club in Hannover […] This club is one of the coolest I've been in. It's like an unpretentious indie arts collective with bar. They've renovated the basement into a space for bands and dancing. The crowd is laid-back, the music is great, and the drinks are cheap. The founders describe it as a therapy center for hyperactive kids an it kinda is.“ Daniel Chaffey[10]
- „die lustige Gruft und ihre Bewohner“, „Hier unten aber saßen Icke und Olle Knusti und der ganze verfluchte sonstige, höchst integere Underground schön gemütlich auf bierfleckigen Polstermöbeln, prosteten einander tapfer zu und ließen die Arschgesichter oben Arschgesichter sein.“[5]